# 小行星12729
小行星12729（12729 Berger）是一颗绕太阳运转的小行星，为主小行星带小行星。该小行星于1991年9月13日发现。

## 轨道参数
小行星12729的轨道半长轴为2.4047436 UA，离心率为0.046。